# Instituto Ramiro de Maeztu
El Instituto Ramiro de Maeztu es un centro educativo público de Madrid, dependiente de la Consejería de Educación de la Comunidad. Es el heredero del Instituto Escuela establecido por la Junta de Ampliación de Estudios e Investigaciones Científicas en 1918. En los planes vigentes al inicio del siglo XXI, el Instituto de Educación Secundaria Ramiro de Maeztu se encuentra deslindado administrativamente del colegio de Primaria del mismo nombre. El instituto de Secundaria tiene secciones diurna y nocturna.
El Instituto Ramiro de Maeztu contaba en 1999 con 2087 alumnos (chicos y chicas) repartidos en 67 clases (sin contar el Colegio de Primaria). Había 144 profesores, con 30 alumnos por grupo. Las enseñanzas impartidas eran la Enseñanza Secundaria Obligatoria (ESO) (15 grupos), diversificación (2), Bachillerato (9), Bachillerato Internacional (5 en 2008), y enseñanza nocturna (con ocho grupos de COU, cinco grupos de 3.º de BUP, uno de 2.º de BUP y uno de 1.º de BUP). 
En 2006, el Instituto de Enseñanza Secundaria Ramiro de Maeztu era el único instituto público de Madrid que ofrecía la opción de realizar el Bachillerato Internacional, si bien posteriormente otros institutos también lo ofrecen. Gracias a esta opción alumnos del Ramiro de Maeztu ingresan cada año en universidades extranjeras de Estados Unidos, Reino Unido, Francia, Alemania e Irlanda.

## Origen e historia

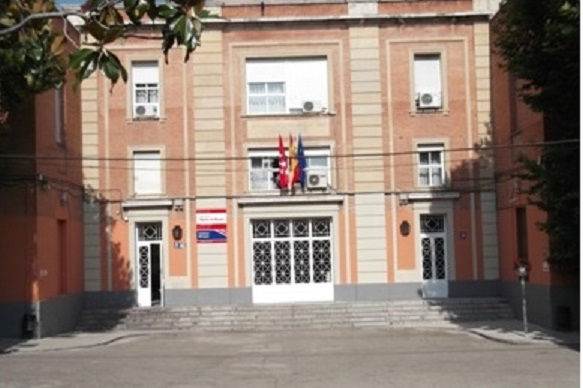
Instituto Ramiro de Maeztu

A principios del siglo XX se constituyó, siguiendo el ideario de la Institución Libre de Enseñanza, la Junta de Ampliación de Estudios (JAE), presidida por Santiago Ramón y Cajal. En 1911, el Ministerio de Instrucción Pública entregó a esta Junta los terrenos denominados "Altos del Hipódromo", situados en la segunda zona del ensanche del Paseo de la Castellana de Madrid, lugar así denominado porque desde él se divisaba el antiguo hipódromo, que se encontraba en el lugar que actualmente ocupan parte de los Nuevos Ministerios en el Paseo de la Castellana. En este espacio, denominado más tarde por Juan Ramón Jiménez "La Colina de los Chopos", se fue construyendo un conjunto de edificios proyectados por arquitectos de reconocido prestigio en la época y también un núcleo cultural con marcadas orientaciones europeístas de vanguardia científica y literaria. El arquitecto Zuazo fue el encargado de proyectar la ampliación de la Castellana. El espacio que se reservó a la Residencia de Estudiantes y el conjunto incluyendo los edificios del Instituto-Escuela (I-E) también fue denominado "Colina del Viento".

### Origen del Instituto. El Instituto-Escuela.
El I-E trataba de desarrollar la experiencia pedagógica de la ILE bajo la dirección de la Junta para Ampliación de Estudios (JAE). 
El I-E comenzó a funcionar el 10 de junio de 1918, creado por el ministro Santiago Alba. Entre sus características estaban: el ciclo integral desde párvulos a bachillerato, las prácticas de profesorado ("aprender enseñando"), el laicismo, la coeducación, la apertura al exterior con la enseñanza de idiomas, una tendencia europeista, la importancia del deporte y otras. Consolidado al cabo de un período experimental, durante el que estuvo ubicado en diversos edificios, el Instituto Escuela fue dotado de instalaciones propias en los "Altos del Hipódromo" próximas a los terrenos donde ya estaba construida la Residencia de Estudiantes y el edificio del Transatlántico.  
En su proximidad se construyó el edificio Rockefeller, que albergó a la JAE. La Junta de Ampliación de Estudios encargó al arquitecto Carlos Arniches Moltó (AGA) una serie de edificios propios. Así, ya instaurada la República que traía ansias de mejora de la educación, entre 1931 y 1933 se invirtieron distintas partidas presupuestarias para construir el I-E, y se levantaron el pabellón de Bachillerato, la Biblioteca y el Auditorio (este último de 824 plazas). En 1934 se inauguró otro pabellón, el de Primaria, con notables avances arquitectónicos. El complejo disponía de extensos campos de deportes y había también previstos otros edificios adicionales. Todo este desarrollo pedagógico quedó bruscamente interrumpido por la guerra civil. 

#### Creación del Instituto actual.
El Instituto Ramiro de Maeztu quedó constituido al término de la guerra, por una Orden Ministerial de 4 de abril de 1939 dada en Vitoria y publicada en el Boletín Oficial del Estado (B.O.E.) del 15 de abril de ese mismo año, por la que se establecían los institutos de Enseñanza Media de Madrid: San Isidro, Cardenal Cisneros, Cervantes, Lope de Vega, Isabel la Católica y Ramiro de Maeztu (Actualmente todos Centros Históricos de la Comunidad de Madrid). Estos dos últimos Institutos, se instalaron en los edificios  que había utilizado el I-E, ya que en dicha Orden se indicaba que ocuparían los mismos lugares donde se encontraban anteriormente el I-E, que eran las estribaciones del parque de El Retiro, en las proximidades de la Glorieta de Atocha y los Altos del Hipódromo, respectivamente. Por imposición del Régimen franquista, los principios educativos del nuevo instituto fueron completamente diferentes a los del Instituto-Escuela.
El Instituto masculino, recibió el nombre del escritor de la generación del 98 Ramiro de Maeztu. Desde la perspectiva de los años resulta irónico reseñar que su hermana, la innovadora pedagoga María de Maeztu, por su condición de directora de la Sección Primaria del Instituto-Escuela, posee también unos vínculos evidentes con el Instituto que lleva el nombre de su hermano. 
La coeducación fue suprimida, siendo el Centro exclusivamente masculino. El laicismo se sustituyó por el Nacional Catolicismo y se dotó a la enseñanza de un nacionalismo español muy acusado. 

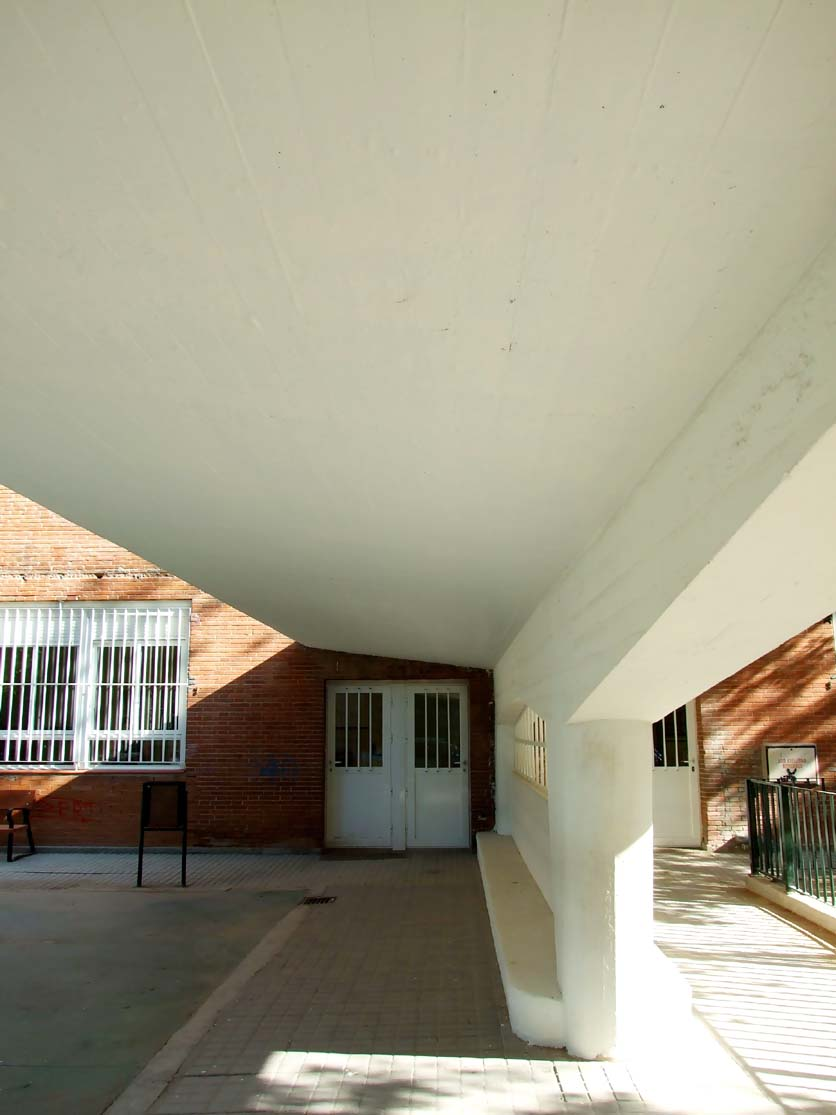
Marquesinas futuristas de hormigón, diseñadas en 1933 por los arquitectos Arniches y Domínguez en los patios de preescolar del CP Ramiro de Maeztu (2008).

En un decreto posterior que desarrollaba la ya mencionada Orden Ministerial de su fundación, el Instituto Ramiro de Maeztu quedó definido como un centro de educación piloto asociado al Consejo Superior de Investigaciones Científicas (CSIC), y se le dotaba de las siguientes instalaciones: 
- el Instituto de Enseñanza Media, en el Pabellón de Bachillerato.
- la Escuela Preparatoria de Enseñanza Primaria, obra del arquitecto Antonio Flórez Urdapilleta, y cuyas marquesinas fueron proyectadas por el ingeniero Eduardo Torroja .
- los dos internados: el "Generalísimo Franco" para los alumnos españoles matriculados en el instituto, y el "Hispano-Marroquí", en el que coincidían españoles con hijos del Jalifa, de altos funcionarios, militares de alta graduación y otros notables del Protectorado español de Marruecos. Estos dos edificios habían formado parte de la Residencia de Estudiantes anteriormente.
- los Talleres (carpintería, automovilismo, metalotecnia, encuadernación, comunicaciones, etc.)
- la Escuela Normal del Magisterio y
- un campo de experimentación agrícola.

La idea principal del Régimen en esos primeros  momentos es la de contar con un Centro para formar a los jóvenes que iban a ser el pilar del nuevo Estado que emergía tras la Guerra.
Por ello no se reparó en gastos para contar con unas instalaciones modernas en materia de laboratorios, medios auxiliares e instalaciones deportivas.
Los edificios originales del Instituto Escuela fueron remodelados y ampliados (en 1941) por el arquitecto Eugenio Sánchez Lozano, que con sus reformas hizo desaparecer gran parte del encanto de la arquitectura anterior. Se añade un gran teatro y en consecuencia se pierde desgraciadamente, en buena parte la arquitectura original. Además se construirá en 1969 un edificio que impedirá la salida al Museo de Ciencias Naturales, que queda anulada. Como nota científica interesante es de destacar que el edificio de bachillerato, se remata con un magnífico Observatorio Astronómico. El edificio de la Escuela Preparatoria se modifica notablemente con la construcción de un segundo piso y de un porche posterior que restringe la visión de esta bonita fachada trasera. La construcción de un frontón quita luminosidad a la galería interior. Se construye un parque infantil en el linde con la calle se Serrano. Las obras de urbanización interior, también son realizadas por Sánchez Lozano. Son colocadas estatuas de corte clásico en las tribunas y en otros lugares. Su autor es Fructuoso Orduna. Igualmente la plaza se remata con una estatua ecuestre en bronce del general Franco, también obra de Orduna, que fue retirada a principio de los años 80.
Las clases comenzaron ya el curso 39-40, tras el traslado de una cárcel de mujeres que existió en el edificio del Internado-Residencia y de la retirada de las tropas del ejército de aviación que ocupaban el edificio de bachiller. 
El edificio cinco de la Residencia para dedicarlo a Internado es también totalmente remodelado por Sánchez Lozano, añadiéndole un piso más y ampliando los pisos ya existentes. De esta forma pudo albergar hasta 150 alumnos internos y 10 o 12 profesores residentes.
Al igual que se creó el internado "Hispano-Marroquí", quedó adscrito al instituto el Patronato Provincial de Enseñanza Media "Cardenal Cisneros", de Santa Isabel (Fernando Póo), constituido en 1942.

### Instalaciones deportivas
El instituto contaba igualmente con un magnífico campo de fútbol reglamentario de tierra, cuya marquesina era obra también de Carlos Arniches Moltó. Este gran campo de fútbol con tribunas decoradas con esculturas de Fructuoso Orduna, remata todo el espacio del complejo educativo. Este conjunto deportivo desaparece desde 1966 y es sustituido por nuevas construcciones, para aumentar el número de aulas, y además un polideportivo.
El Ramiro de Maeztu disponía, además, de un gimnasio cubierto, equipado con aparatos para gimnasia sueca, así como de una piscina de verano, lo que para la sociedad y el deporte españoles de la época constituía un hecho excepcional. La piscina dejó de funcionar en los años sesenta. Sobre el terreno que ocupaba el campo de fútbol, hoy se asientan nuevos edificios para aulas, así como parte del "Polideportivo Magariños", construido a principios de los años setenta. Algunas de las estatuas de deportistas griegos que rodeaban este campo de fútbol, y único recuerdo físico que queda de él, aún pueden contemplarse agrupadas a la entrada del mencionado pabellón polideportivo (fueron destruidas en 2015 por un camión).

### Ubicación del instituto
Los terrenos que ocupaba entonces el Ramiro de Maeztu, dentro de "La Colina del Viento", estaban delimitados por las calles de Serrano, donde siempre se ha encontrado la entrada principal, la de Jorge Manrique (llamada popularmente calle de "Los Culos"; porque se veían las espaldas de las estatuas del campo de fútbol desde dicha calle) y la de Vitruvio, y lindaba con el Museo de Ciencias Naturales y la Residencia del C.S.I.C. (antigua Residencia de Estudiantes) y sus instalaciones y, más tarde, con la Capilla del Espíritu Santo, obra de Miguel Fisac, construida después de la guerra sobre el antiguo edificio del Auditorio y la Biblioteca de la Residencia de Estudiantes.
Los edificios originales del Instituto Escuela fueron ampliados y modificados, según ya se ha comentado, para albergar mayor número de alumnos. Los internados eran amplios para acoger el máximo posible de alumnos.
Todos estos cambios hacen que se pierda casi en la totalidad el proyecto y la estructura original del Instituto Escuela.

### Primeros catedráticos y profesores
El complejo educativo del Instituto Ramiro de Maeztu estaba dirigido por un director nombrado por el Ministerio de Educación Nacional a propuesta del C.S.I.C., elegido entre los catedráticos numerarios de dicho Instituto. En 1939, José María Albareda Herrera, secretario general del CSIC y miembro del Opus Dei, fue nombrado primer director del Instituto Ramiro de Maeztu por el entonces ministro de Educación Ibáñez Martín. 
Entre los catedráticos que dejaron su impronta en el Instituto se encontraban: Luis Ortiz, que fue más tarde director; Tomás Alvira, catedrático de Ciencias Naturales, que fue vicedirector; y Antonio Magariños García, auténtico profesor adelantado a su época, fallecido el 4 de abril de 1966, que fue durante años el director del Instituto Nocturno de Bachillerato para trabajadores que él fundó, y rector de los internados del Instituto (el Hispano-Marroquí y el Generalísimo Franco), así como jefe de estudios del Instituto Diurno y fundador del Club Baloncesto Estudiantes en 1948. 
Entre los sacerdotes adscritos al Instituto en aquella época destacan entre otros: Pascual Galindo, monseñor Gabino López Morant, el presbítero del Opus Dei Fidel García Cuéllar y el padre de la Compañía de Jesús D. Eduardo Granda. La Religión tuvo importancia relevante dentro del contexto de la época. Algunos de los profesores de Educación Física estaban vinculados a Falange Española, pero no se hizo proselitismo falangista en ningún momento.
Los primeros catedráticos y profesores fueron:
- Luis Ortiz Muñoz, Griego
- Antonio Magariños García, Latín
- Jaime Oliver Asín, Lengua y Literatura. (Descubridor de la muralla árabe de Madrid).
- El padre Manuel Mindán Manero, Filosofía
- Joaquín García Rúa, Matemáticas
- José Royo, Matemáticas
- Ángel Sáenz Melón, Física y Química
- Rafael Ybarra, Ciencias Naturales
- Lorenzo Vilas, Ciencias Naturales
- Leopoldo Querol, Lengua Francesa.
- Domingo Sánchez Hernández, Lengua Alemana.
- Manuel Pérez Saavedra, Dibujo
- Monseñor Gabino López Morant, Religión
- Comandante Marcos Daza, Educación Física

### De un Instituto Masculino a la Coeducación
Tanto el Colegio como el Instituto fueron exclusivamente masculinos desde su creación, en 1939, hasta el curso 84-85, en el que pasaron a ser mixtos, retomándose el principio de la coeducación que había regido el Instituto-Escuela desde sus inicios hasta la irrupción franquista.

### Los idiomas
En el Instituto se podía elegir una lengua moderna como asignatura optativa de bachillerato: francés y alemán en los inicios y, más tarde, inglés e italiano. Desde los años 60 el departamento de inglés organizaba exitosos cursos en verano en diversas localidades de Inglaterra.

### El deporte en el Ramiro de Maeztu

#### Baloncesto
El deporte en general ha tenido gran importancia entre las actividades del Ramiro de Maeztu, especialmente el baloncesto, con la fundación del Club Baloncesto Estudiantes en 1948. Como antecedente de la práctica del baloncesto en el centro se encuentra el equipo del Instituto-Escuela fundado a finales de los años 20. Resulta de interés el anuncio de la creación del equipo de baloncesto del Real Madrid en 1931 "para jugar contra el equipo del Instituto-Escuela". Por otra parte, el Instituto-Escuela, en el marco de la Junta de Ampliación de Estudios, tuvo grandes vínculos (culturales, educativos y económicos) con universidades, fundaciones y otras instituciones de EE. UU. (destacando la Universidad de Boston y la Fundación Rockefeller). El Instituto-Escuela fue, sin duda, uno de los mejores vehículos de introducción del baloncesto en Madrid. En los Altos del Hipódromo, junto a la Escuela de Industriales, había campos de deportes donde jugaban al baloncesto, desde 1921, alumnos de la Residencia de Estudiantes del Instituto-Escuela y muchachas de la Residencia de Señoritas de María de Maeztu.

#### Esgrima
El club de esgrima del Ramiro de Maeztu ha proporcionado grandes figuras a la esgrima española e internacional durante décadas.

#### Rugby
Los antecedentes se remontan a la época del Instituto-Escuela en la que alumnos practicaron este deporte en un terreno situado a espaldas de la Residencia de Estudiantes.
Alumnos del Ramiro fundan el club de Rugby Filosofía y Letras en el año 1972. El "Filo" llegó a la división de honor en los años 80, contando en sus filas con la mayor parte de alumnos del Ramiro. Muchos de ellos también formaron parte de la selección española. En 1993 el club cambió su nombre por el de Getafe Rugby Club, instalándose en esa ciudad.

### Actividades culturales
En el Instituto se han celebrado multitud de actividades de variada naturaleza y de carácter cultural a lo largo de su historia. Por ejemplo, en 1948, en el teatro del Instituto Alfonso Sastre estrenó Cargamento de Sueños, y Medardo Fraile El hermano. también hubo, hasta mediados de los años 60, una sección de la O.J.E. que se encargaba de organizar campamentos de verano en la sierra. Un cine-club, en la década de los 70, proyectaba películas que no se exhibían en los circuitos comerciales. Se organizaban asimismo actuaciones musicales de grupos de los circuitos no comerciales. Se grabaron programas de Televisión Española cuando esta se encontraba en el Paseo de La Habana. La casa de discos Montilla grabó actuaciones, entre otros artistas, de Celia Gámez, Marisol, Rocío Dúrcal.